# Hoplopleura pectinata
Hoplopleura pectinata är en insektsart som först beskrevs av Carlos Emmons Cummings 1913.  Hoplopleura pectinata ingår i släktet Hoplopleura och familjen gnagarlöss. Inga underarter finns listade i Catalogue of Life.